# Rollin White

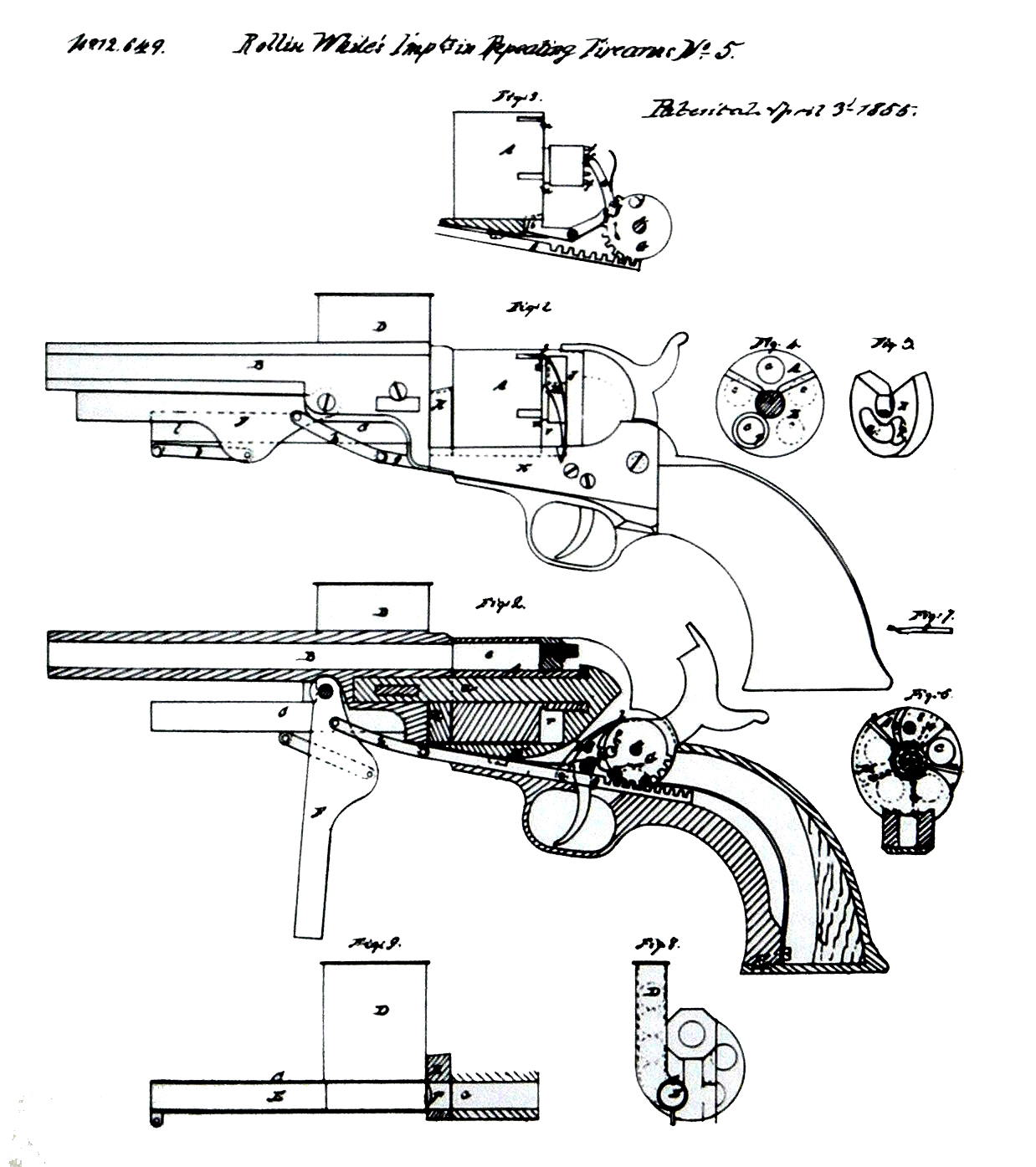
Rollin Whites US-Patent Nr. 12648 vom 3. April 1855

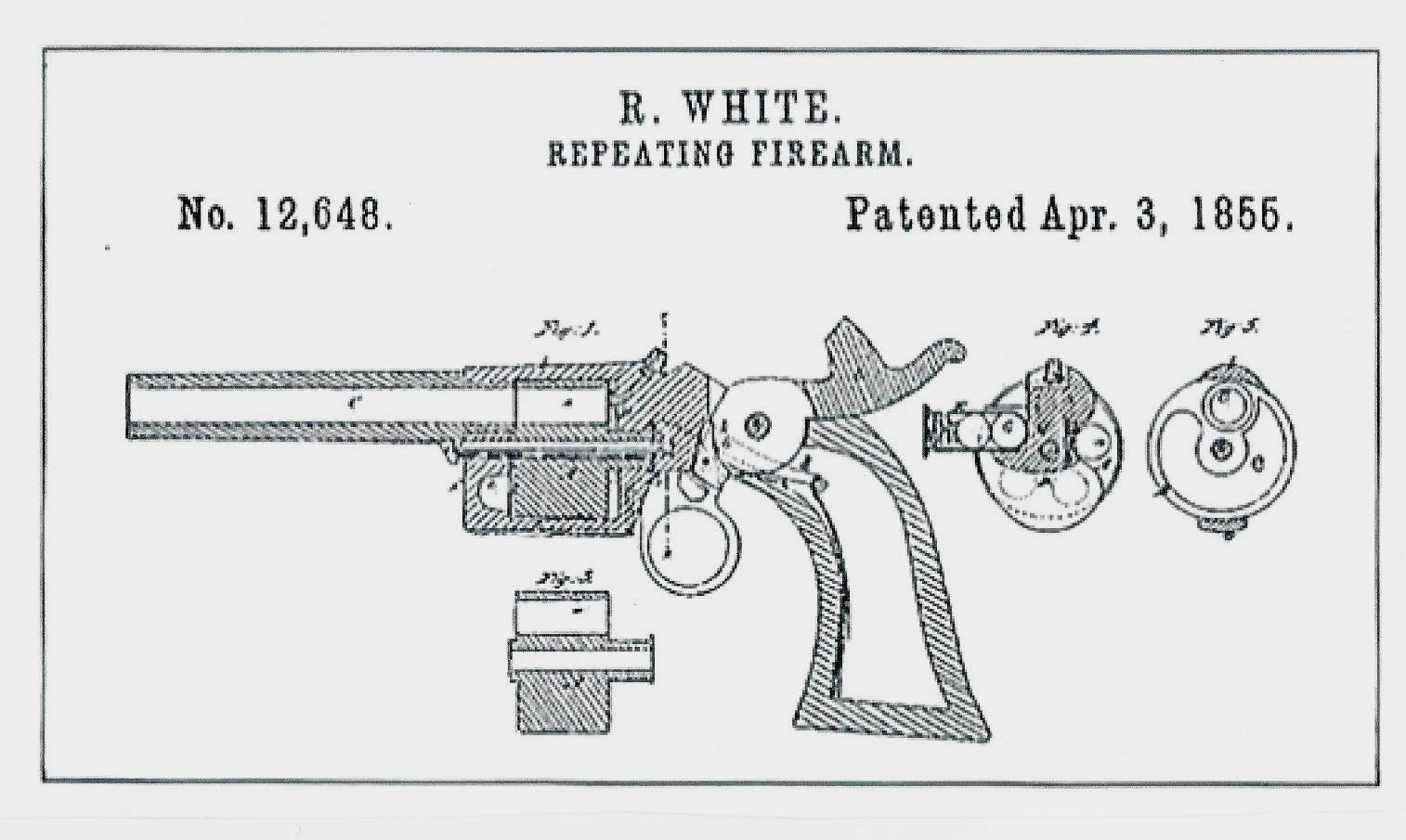
Rollin Whites Nachladesystem mit horizontalem Magazin

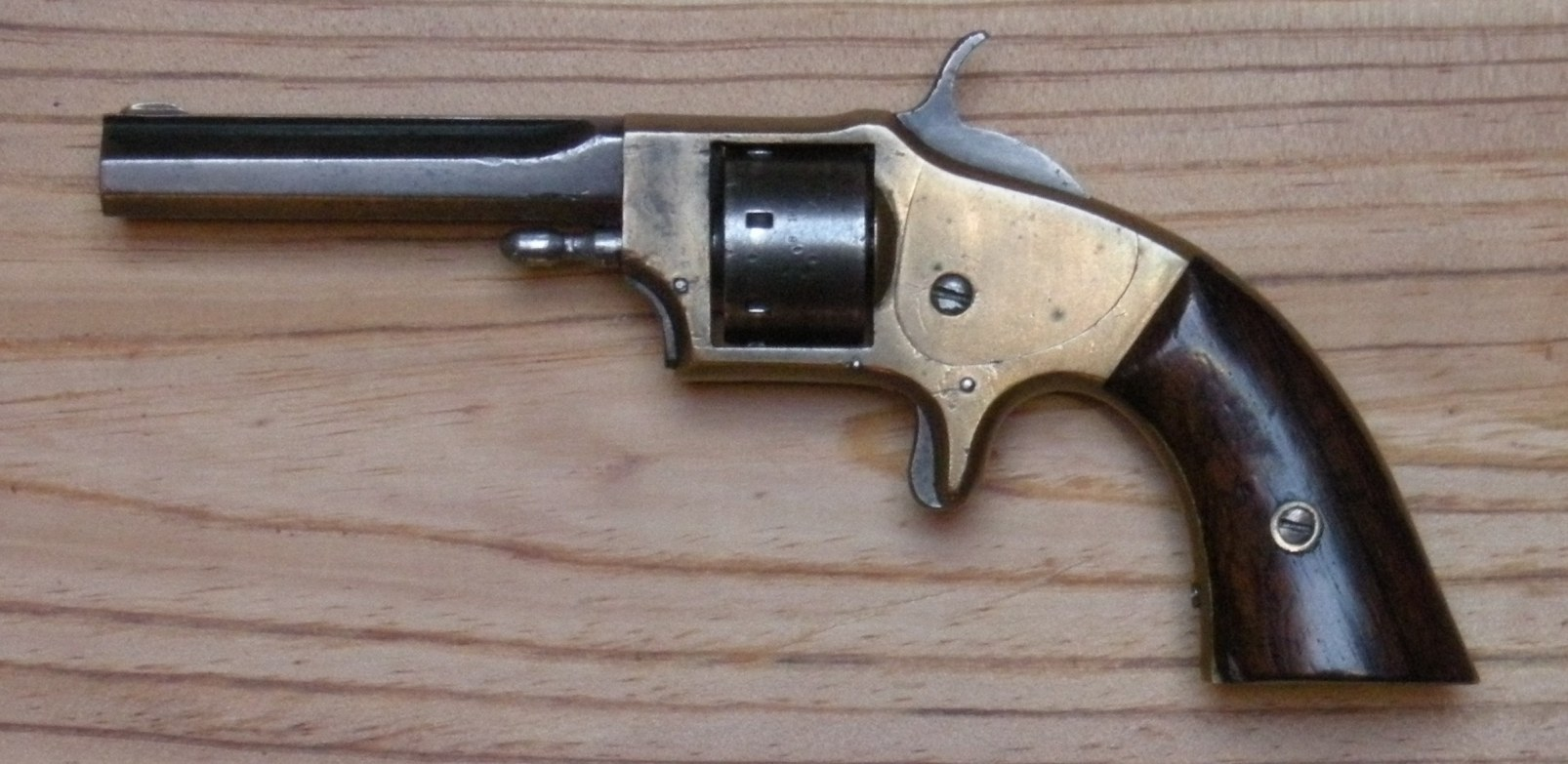
Rollin-White-Revolver

Rollin White (* 6. Januar 1817 in Williamstown, Vermont, USA; † 22. März 1892) war ein amerikanischer Büchsenmacher. Er arbeitete bei Colt’s Patent Firearms Manufacturing Company und stellte in seiner Freizeit einen Revolver her, der eine Trommel mit zylindrisch durchbohrten Patronenlagern hatte, was erlaubte, die Trommel von hinten mit Papierpatronen zu laden. Problematisch war, dass das Auslösen eines Schusses zu Überzündungen führte.

## Anstellung bei Colt
Rollin White lernte das Büchsenmacherhandwerk bei seinem Bruder und arbeitete bis 1839 in dessen Werkstatt. 1849 fand er bei Colt’s Patent Firearms Manufacturing Company einen Job als Dreher. In seiner Freizeit bastelte er an Ausschussrevolvern herum, um neue Ideen zu entwickeln. Eine seiner Entwicklungen – ein Repetierrevolver mit zylindrisch durchgebohrter Trommel und zusätzlichem Magazin – zeigte er Samuel Colt. Da dieser kein Interesse an diesem System hatte, ließ White seine Entwicklung 1855 patentieren.

## Das Rollin-White-Patent

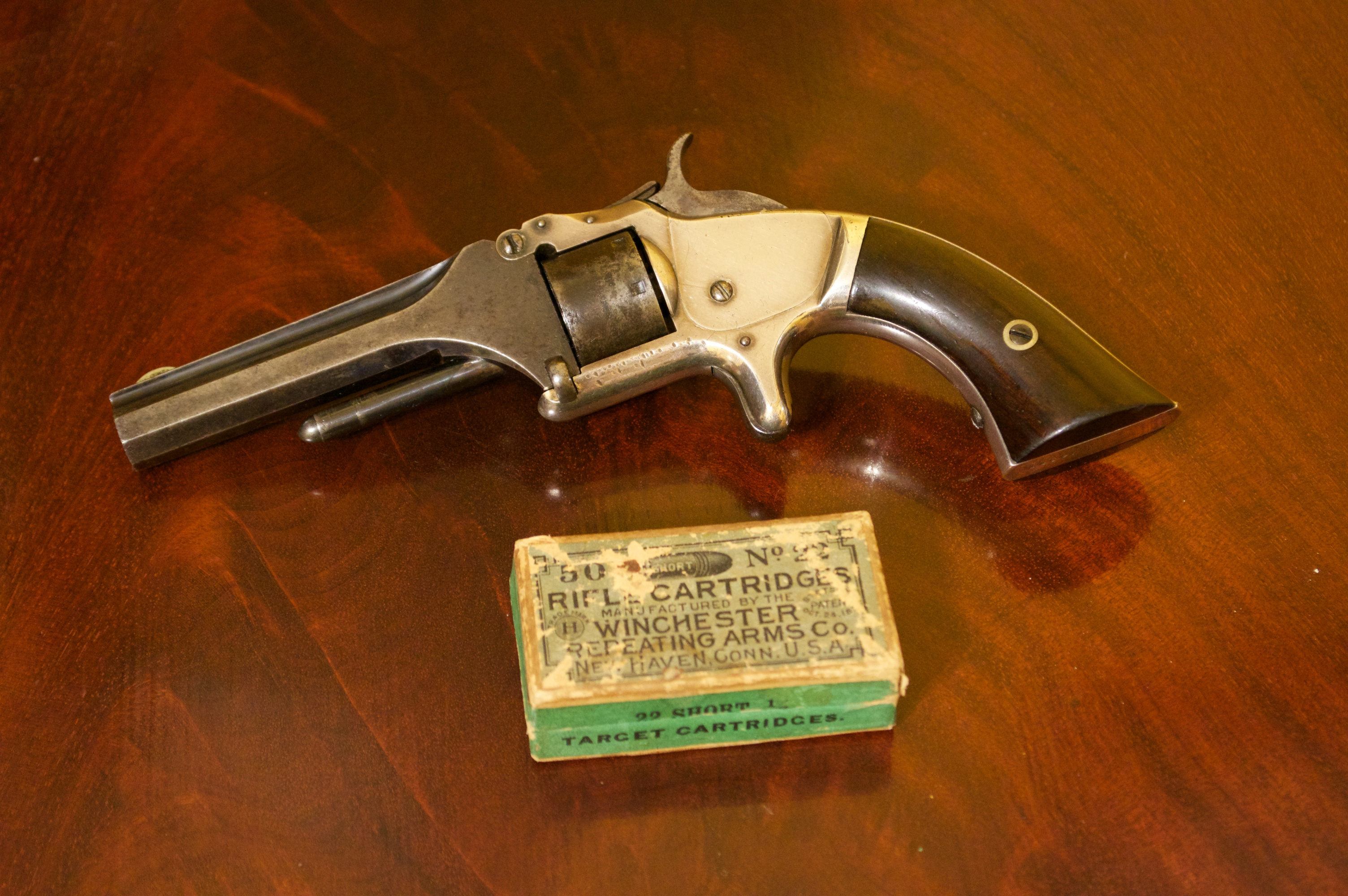
Smith & Wesson 1st Model .22 short Revolver, Variante 1860–1868

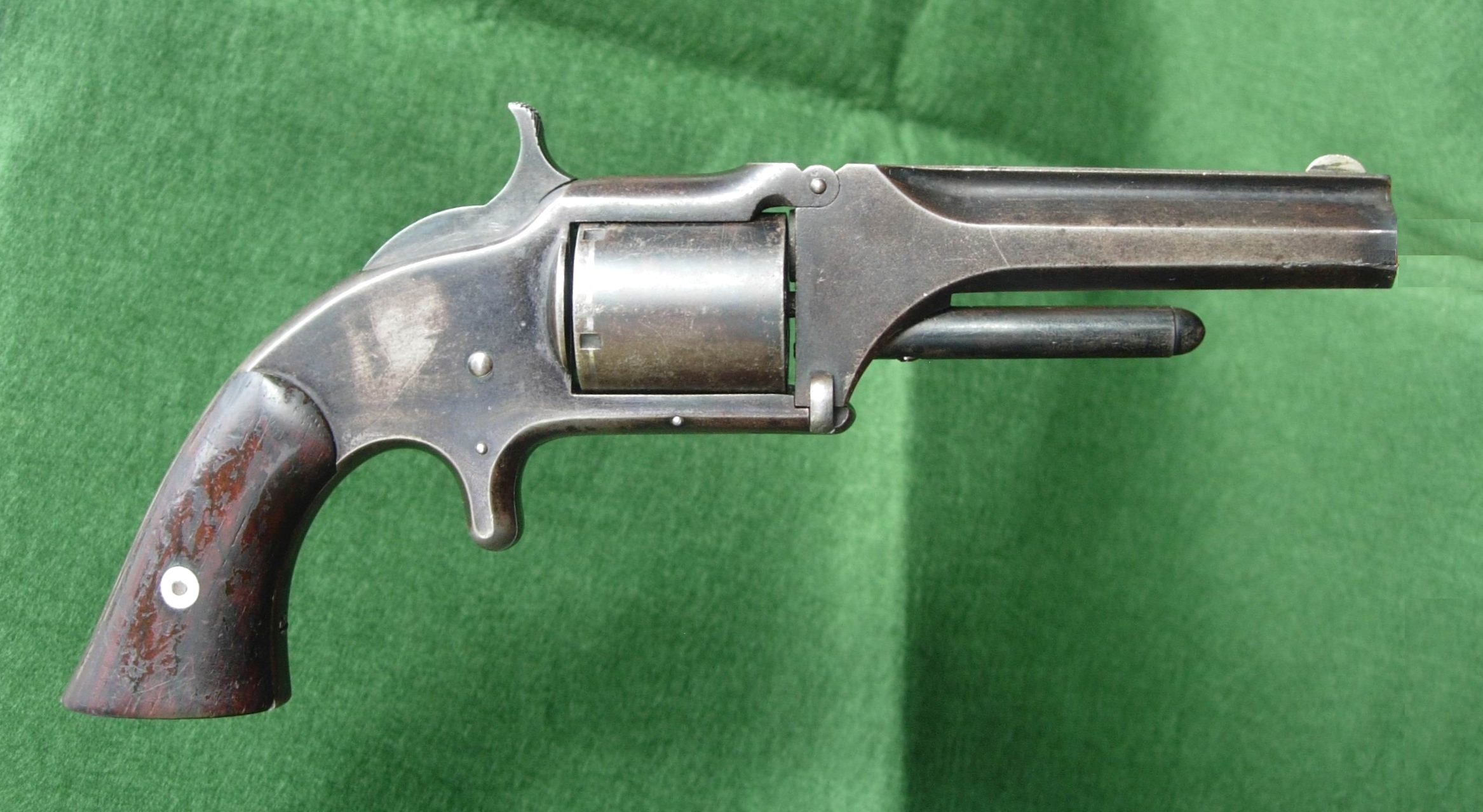
S&W Model 1½ Cal.32 1865-1868

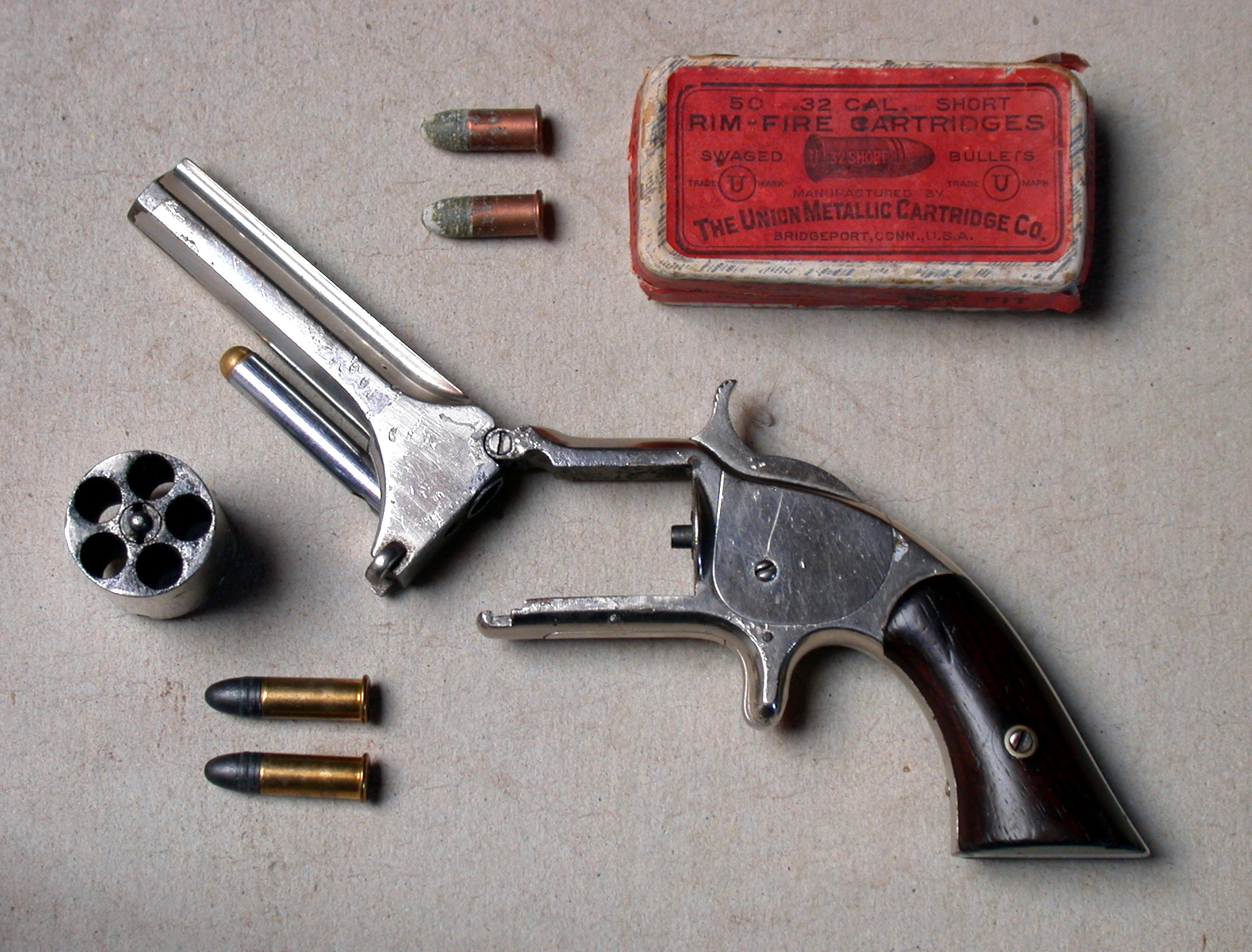
S&W Model 1½ ladebereit, unten .22 Long Rifle Patronen zum Vergleich

Da Patronenrevolver mit durchbohrten Trommeln in Europa bereits bekannt waren, kombinierte Rollin White seine Entwicklung mit einem an der Waffe angebrachten Magazin-Nachladesystem, das nicht funktionieren konnte. Aus der Zeichnung, die Whites Nachladesystem zeigt, geht hervor, dass der Nachlademechanismus auf der Basis eines Colt-Perkussionsrevolvers aufgebaut war. Rechts am Lauf vor der Trommel war ein nach oben stehendes Magazin für Patronen angebracht. Die Zuführung der Patronen sollte durch Schwerkraft erfolgen. Die unterste Patrone wurde von vorne durch einen Stift in die Trommel geschoben. Dieser Stift war mit dem Ladehebel und durch eine Zahnstange mit dem Abzug verbunden. Sichtbar auf der Zeichnung des Systems ist auch die vollständig zylindrisch durchbohrte Trommel.
Colt übersah dies offenbar – oder er hatte kein Interesse an komplizierten Neuentwicklungen wie der von White vorgeschlagenen, die Colts Ansicht nach keine Verkaufschancen hatten. Dazu kam, dass Colts Firma mit der Herstellung von Perkussionsrevolvern voll beschäftigt war, dies geht auch daraus hervor, dass die Firma Colt als erste Patronenwaffe erst Jahre später den Colt House 1871 und den Colt Model 1871-72 .44 Open Top auf den Markt brachte.

## Smith & Wesson
Ende Oktober 1853 schrieb Daniel B. Wesson an White, dass er Interesse an einem Detail des Patents, den zylindrisch durchbohrten Kammern in der Trommel, habe und zu einer Vereinbarung gelangen möchte, um dies bei der Herstellung von Feuerwaffen zu verwenden. Bereits am 17. November einigten sich Wesson und White darauf, dass Smith & Wesson eine Exklusivlizenz zur Herstellung von Revolvern mit vollständig durchbohrter Trommel zum Verschießen von Patronen mit Metallhülsen erhalte. Die Firma Smith & Wesson zahlte während der Patentlaufzeit 25 Cent pro hergestelltem Revolver. Das Patent vom 3. April 1855 wurde gemäß damaligem Recht einmal verlängert und lief bis zum 2. April 1869. Smith & Wesson hatte das Recht, die Waffen oder Teile derselben auch von Subunternehmern herstellen zu lassen.
Da in dieser Zeit etwa 200.000 S&W-Hinterlader-Revolver hergestellt und bei Remington Arms eine große Zahl von Perkussionsrevolvern auf Hinterladung abgeändert worden waren, dürfte Rollin White etwa 70.000 US-Dollar an Lizenzgebühren erhalten haben.
Der Vertrag mit S&W besagte, dass White alle Kosten von Rechtsstreitigkeiten wegen Lizenzverletzungen tragen musste. Deshalb musste White einen Großteil seiner Einnahmen zu diesem Zweck verwenden. 1869 beantragte White die Verlängerung des Patents und erwirkte diese vor dem Kongress der Vereinigten Staaten. Jedoch legte im Januar 1870 Präsident Grant ein Veto gegen die Patentverlängerung ein. Grant wurde von Alexander Brydie Dyer, einem General der US Army und Leiter des Ordnance Corps überzeugt, dass White bereits genug entlohnt worden sei und dass das Patent die Nutzung der Erfindung im Sezessionskrieg behindert hatte.

## Der Rollin-White-Revolver und andere Entwicklungen
Rollin White gründete 1861 die Rollin White Arms Co, Lowell, Mass, welche nach seinem Ausstieg auf Lowell Arms Co umbenannt worden ist, in diesen Firmen wurden etwa 10.000 Rollin-White-Revolver hergestellt.
Konstruktionsdetails im Fallblockverschluss der frühen von Christian Sharps bei Robbins & Lawrence in Windsor, Vermont hergestellten Sharps-Gewehre werden Rollin White zugeschrieben. Auch der Mechanismus, der bei der Bewegung des Ladehebels die Maynard-Zündvorrichtung spannte, geht auf ihn zurück. Allerdings zeigte die US-Navy kein Interesse am System, nach Tests mit dem Karabiner Modell 1855 erfolgten keine größeren Bestellungen.
1869 ließ Rollin White zudem noch ein Patronenauswurfsystem für Kipplaufrevolver patentieren (US-Patent Nr. 93653 vom 10. August 1869).

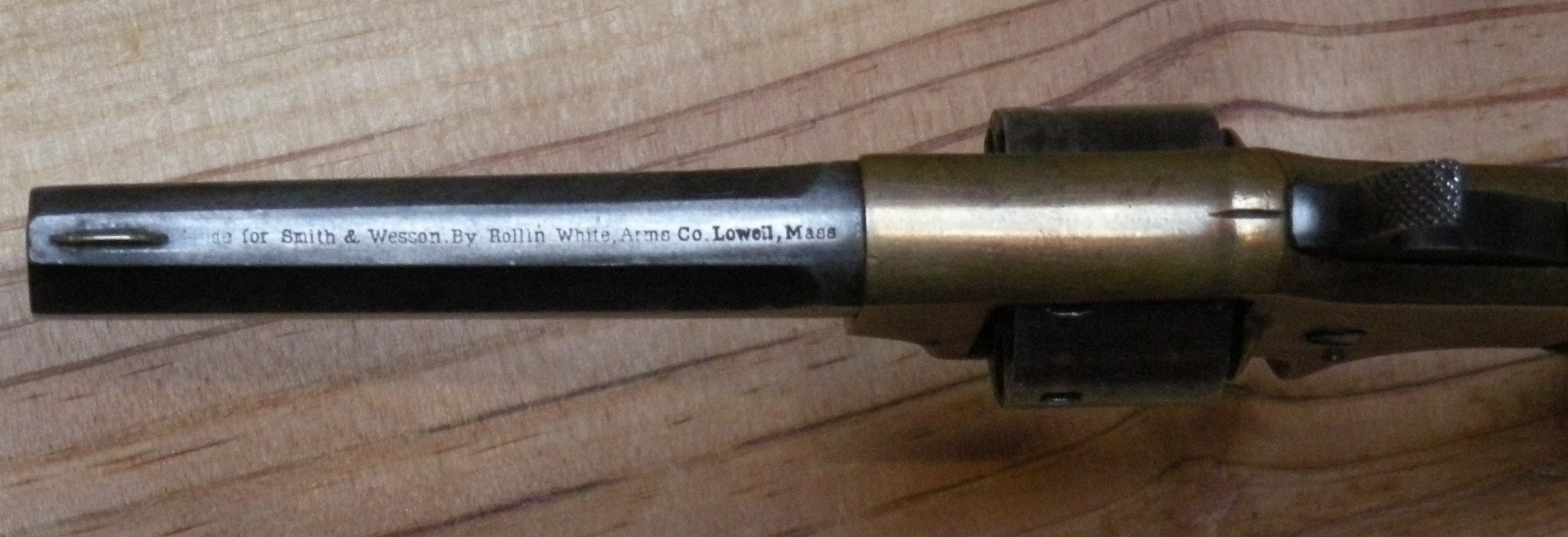
Rollin-White-Laufinschrift auf dem Lowell Arms Co. Revolver
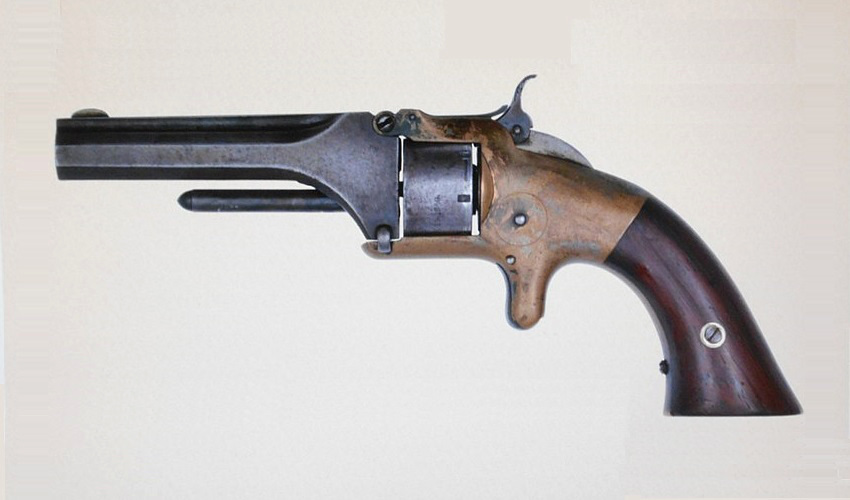
Smith & Wesson 1st Model Cal.22 Short, 1857–1860
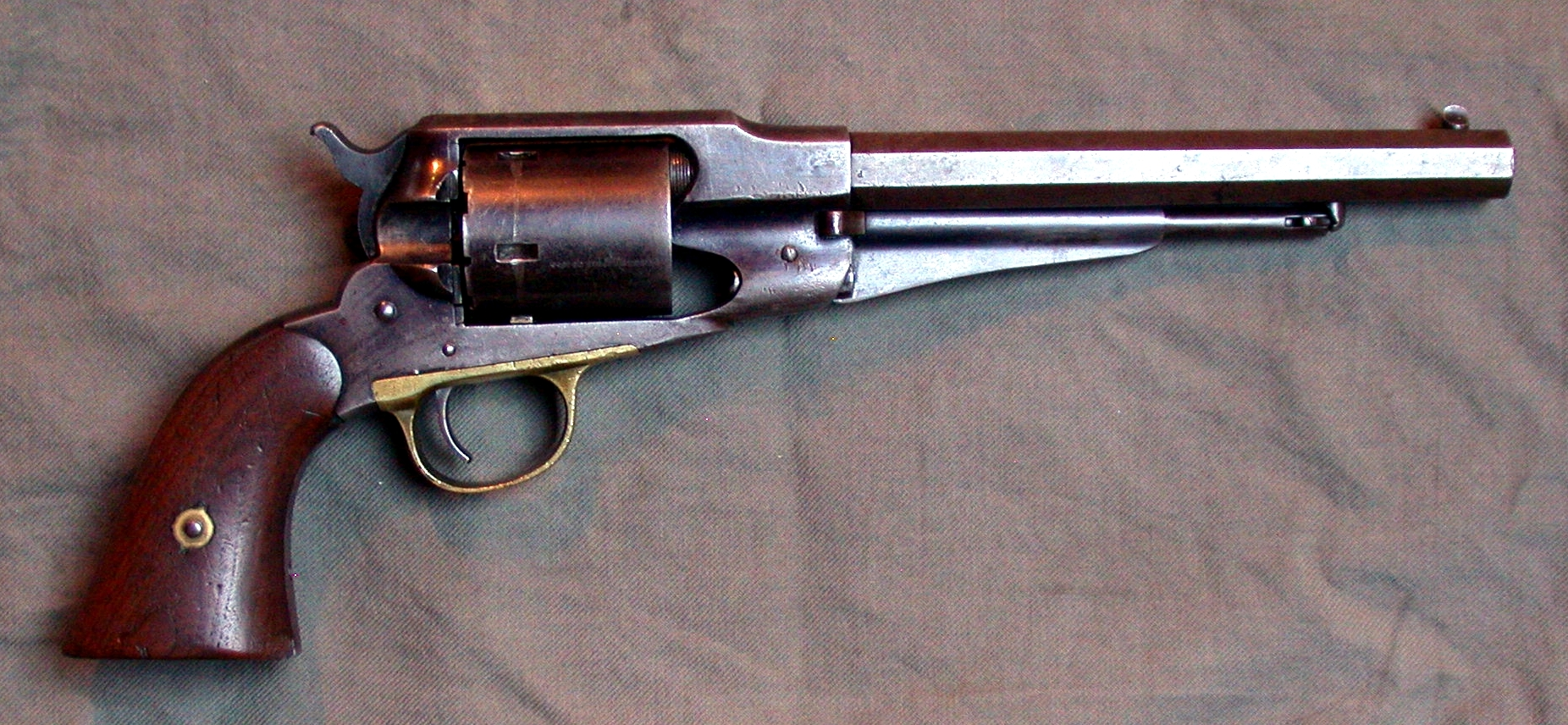
Remington New Model Army abgeändert für Patronen
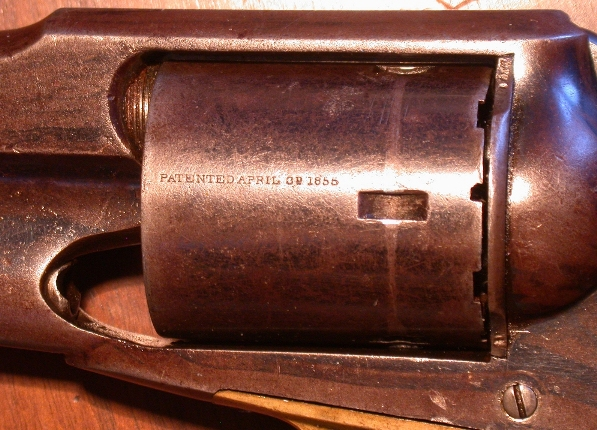
Patentinschrift „Rollin White Patent April 3. 1855“ auf Remington-Trommel

## Patente
- Patent  US12648A: Repeating Firearm. Veröffentlicht am 3. April 1855, Erfinder: R. White.‌
- Patent  US93653: Revoling Fire-Arm. Veröffentlicht am 10. August 1869, Erfinder: R. White.‌